# Federico Fritzenwalden
Federico Fritzenwalden es un personaje ficticio creado por Cris Morena para la telenovela juvenil e infantil argentina, Floricienta e interpretado por el actor Juan Gil Navarro.

## Biografía

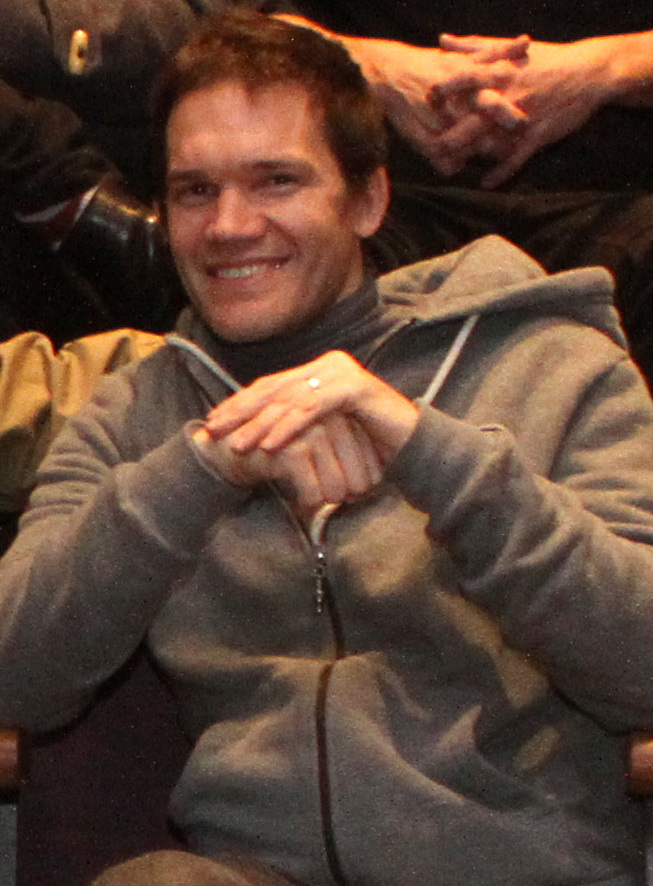
Juan Gil Navarro, se encargó de darle vida al personaje de Fede o el Príncipe Azul de la historia, protagonizando uno de los focos centrales de la telenovela.

### Primera temporada
Federico es el hijo mayor del matrimonio Fritzenwalden; hermano mayor de Franco, Nicolás, Maia, Martín y Tomás. Asimismo, el responsable del manejo de la fortuna de su familia, ya que es el principal heredero de la misma. 
La muerte de sus padres obligó a Federico a cuidar de sus hermanos menores a temprana edad, y a su vez a administrar el negocio de sus padres. Al comienzo de la historia tiene 25 años. Federico regresa a la Argentina desde Alemania junto a su novia y prometida, Delfina (está con Federico por interés económico) para vivir junto a sus hermanos. Federico contrata como niñera para sus hermanos menores a Florencia, una joven con quien había tenido malos entendidos al comienzo de la historia. Pronto Federico se enamorará perdidamente de ella, pero su historia de amor no despega tan fácilmente, sobre todo por los pretendientes de Florencia (Facundo Velasco y Franco) y sobre todo por las mentiras de Delfina quien, para casarse con Federico, finge un embarazo, un aborto espontáneo y luego una supuesta terrible enfermedad. Federico decide cuidar a Delfina, con quien celebra la ceremonia civil. Antes de celebrar la boda en la iglesia, Federico descubre los engaños de Delfina al seguir a Claudio Bonilla, amigo de Federico. Por lo tanto, va a parar a la casa de Lorenzo, esposo y cómplice de Delfina y toma posesión de todas las pruebas contra su prometida. Cegado por el odio, el enojo y la decepción, Federico decide ir a la boda en la iglesia donde, para gran sorpresa de los presentes, deja a Delfina en público y la humilla delante de todos los invitados, se lleva a Flor consigo y le declara su amor. Federico decide irse de viaje con Flor para luego casarse con ella y ser felices. Mientras los dos están separados, Federico decide también castigar a Lorenzo, sin embargo, antes de llegar al hombre, Federico salva la vida del Conde Máximo Augusto Calderón de la Hoya, quien estaba a punto de ser atropellado intencionadamente por el marido de su amante. No obstante, al llevar a cabo este acto heroico, Federico es embestido por el auto en el lugar del Conde y muere trágicamente.
Conmocionado por su propia muerte y por el hecho de que no puede anular su matrimonio con Delfina, quien ahora será heredera de su fortuna, además de la tutora legal de sus hermanos, Federico le pide al mismo Dios que regrese del cielo a la tierra para arreglar las cosas. Dios le concede a Federico solo dos horas de tiempo y lo deja entrar en el cuerpo de Máximo, el joven a quien le salvó la vida. Máximo, consciente de la presencia de Federico en su cuerpo, al principio intenta rechazarlo, pero luego se ofrece a ayudarlo en señal de agradecimiento por haberle salvado la vida. En las dos horas que le quedan, Federico le encomienda a Max la tarea de tutor de sus hermanos y se asegura de que se enamore de Flor. Antes de regresar para siempre al cielo, Federico se despedirá para siempre de Flor, su gran amor y le dejará un vídeo muy importante, explicando todo lo sucedido, revelando que una parte de su espíritu permanecerá en Max y que a través de él siempre estará a su lado. 

### Segunda temporada
Federico nunca aparece en la segunda temporada, sin embargo, se le hace mención en reiterados episodios y es recordado a menudo por los demás personajes. Asimismo, a excepción del resto de la temporada, se lo puede ver en el capítulo en el que se descubre la cinta de vídeo creada por él en la que se le ve en el cuerpo de Máximo y en los flashbacks de este tratando de recordar todo lo sucedido. Su espíritu también aparece en una foto tomada con todos los chicos. 

## Características del personaje
Federico es un personaje frío, rígido y deprimido, características justificadas por la muerte prematura de sus padres y por la responsabilidad de tener que cuidar a sus hermanos menores y administrar el dinero de sus padres. Tiende a confiar mucho en la gente, motivo por el que es fácilmente engañado por Delfina y su malvada madre Malala. Al principio se muestra frío, distante y malhumorado con Florencia (incluso a veces un poco agresivo), sin embargo ella a través de su bondad, su belleza y su amor se encargará de despertar el triste corazón de Federico para que vuelva a creer en la alegría, a su vez que revelará su lado más dulce y sincero, aunque también su lado más celoso; de hecho, cuando Federico ve a Flor siendo cortejada por otro hombre, siempre está de mal humor y lo ataca violentamente, haciéndola sufrir en consecuencia a ello. A menudo se define a sí mismo como un cobarde, ya que se siente incapaz de revelar a las personas la verdad sobre sus sentimientos hacia Flor, además de no tener el valor de dejar a Delfina para estar con la persona que realmente ama, ya que este era el deseo de su madre. 
Federico practica esgrima, porque es una disciplina que requiere autocontrol, además de ser socialmente prestigiosa en su país de origen, Alemania; le encanta la música clásica y volar en helicóptero, pero dejó de volar debido a un accidente aéreo en el que se vieron involucrados sus padres. 

### Federico y Máximo
En el final de la primera temporada, Federico revela en la cinta de vídeo que una parte de su espíritu permanecerá para siempre dentro del cuerpo de Máximo. Esto hace que Max tenga una especie de doble personalidad; por un lado, su personalidad de siempre: Egoísta, mujeriego y medieval; mientras que por otro lado, una personalidad similar a la de Federico. Durante algunos episodios, esa parte del alma de Federico queda en Max logrando tomar una posesión total del cuerpo de este. De hecho, Max se convierte en un excelente espadachín (como era Federico) y además demuestra que sabe conducir un helicóptero, sin haberlo intentado nunca. 

## Canciones
- «Y así será» (con Florencia Bertotti)
- «Y la vida» (con Florencia Bertotti)
- «Laberinto» (con Florencia Bertotti y Benjamín Rojas)
- «Tu» (versión no publicada)

## Curiosidades
- En 2020, Juan Gil Navarro fue invitado junto a Florencia Bertotti al programa de televisión argentino Cortá por Lozano, allí admitió que se arrepintió de haber dejado la telenovela en pleno éxito y pidió disculpas a los fanáticos por haberlos hecho sufrir por la muerte de su personaje.[2]

- En 2021, Florencia Bertotti invitó a Juan Gil Navarro a su canal de YouTube, dónde juegan un par de juegos, charlan y demás, siendo este uno de los reencuentros más esperados y uno de los más vistos en el canal de Florencia Bertotti.